# Greyhound (canción)
«Greyhound» (del inglés, «galgo») es el quinto sencillo compuesto por la agrupación de música electrónica Swedish House Mafia. Siendo una pista instrumental, se lanzó mundialmente el 12 de marzo de 2012 en formato digital y está incluido en su álbum compilatorio Until Now. Fue creado especialmente para promocionar un nuevo cóctel de la marca sueca de vodka Absolut Vodka, destinada para la campaña publicitaria en Estados Unidos que se extendió a toda Europa en el verano boreal. Su melodía central contiene el sample de «Time», originalmente compuesto por Hans Zimmer para la banda sonora de la película Inception.

## Video musical

Absolut Vodka es el patrocinador del video y en él publicita un cóctel a base de vodka

El video está ambientado en el futuro y contiene diversos efectos especiales. Muestra a unas personas vestida de manera extravagante con una estética steampunk, arribar en sus vehículos para presenciar una carrera de tres galgos robóticos en medio del desierto (Salar de Bonneville). Cada perro mecánico es manejado desde las sombras por los miembros de Swedish House Mafia mediante dispositivos de control a distancia digitales. Cada galgo y su respectivo dueño se corresponden con un color primario (amarillo, rojo y azul), representado en los personajes en el color predominante de sus ropas y en los perros en el color de su exoesqueleto. Al llegar a la meta, son fotografiados (foto finish) con una cámara instantánea antigua. El video musical contó con el patrocinio especial de la empresa sueca, Absolut Vodka. El mismo se titula «Absolut Greyhound» y pretende publicitar el cóctel Greyhound, mezcla de pomelo rosado y vodka, que aparece repetidas veces en el video y es ofrecido a los protagonistas del mismo. Absolut Vodka también se ofreció como patrocinador principal de la banda para su gira despedida durante el 2012 y 2013, One Last Tour, que incluye además la organización de fiestas (pre parties y after parties) en ciudades seleccionas, entrevistas con la banda y meets and greets, continuando de esta manera su asociación hasta la disolución de la banda.

## Lista de canciones
| Descarga digital |                            |          |  |
| N.º              | Título                     | Duración |  |
| 1.               | «Greyhound» (Original Mix) | 6:50     |  |
| 2.               | «Greyhound» (Radio Edit)   | 3:38     |  |

## Posicionamiento en listas y certificaciones
| Lista (2012-2013)                           | Mejor posición |
| ------------------------------------------- | -------------- |
| Alemania (Offizielle Deutsche Charts)       | 53             |
| Austria (Ö3 Austria Top 40)                 | 42             |
| Bélgica (Flandes) (Ultratop 50)             | 9              |
| Bélgica (Valonia) (Ultratop 50)             | 10             |
| Dinamarca (Tracklisten)                     | 21             |
| Escocia (Scottish Singles Sales Chart)      | 7              |
| Estados Unidos (Hot Dance Club Songs)       | 3              |
| Estados Unidos (Hot Dance/Electronic Songs) | 11             |
| Finlandia (OFC)                             | 16             |
| Francia (SNEP)                              | 39             |
| Irlanda (IRMA)                              | 25             |
| Países Bajos (Dutch Top 40)                 | 18             |
| Reino Unido (UK Singles Chart)              | 13             |
| Reino Unido (UK Dance Chart)                | 5              |
| Suecia (Sverigetopplistan)                  | 6              |
| Suiza (Schweizer Hitparade)                 | 33             |

| País         | Lista (2012)            | Posición |
| ------------ | ----------------------- | -------- |
| Bélgica      | Ultratop flamenca       | 65       |
| Francia      | SNEP                    | 185      |
| Países Bajos | MegaCharts              | 96       |
| Reino Unido  | Official Charts Company | 84       |
| Suecia       | Sverigetopplistan       | 11       |

| País           | Lista (2013)           | Posición |
| -------------- | ---------------------- | -------- |
| Estados Unidos | Dance/Electronic Songs | 60       |
| Suecia         | Sverigetopplistan      | 49       |

### Certificaciones
| País           | Organismo certificador | Certificación | Ventas  | Ref.   |
| -------------- | ---------------------- | ------------- | ------- | ------ |
| Australia      | ARIA                   | Oro           | 150 000 | [ 28 ] |
| Brasil         | Pro-Música Brasil      | Oro           | 30 000  | [ 29 ] |
| Canadá         | Music Canada           | Platino       | 80 000  | [ 30 ] |
| Estados Unidos | RIAA                   | Oro           | 500 000 | [ 31 ] |
| Reino Unido    | BPI                    | Oro           | 400 000 | [ 32 ] |
| Suecia         | GLF                    | 7× Platino    | 280 000 | [ 33 ] |

| País      | Organismo certificador | Certificación | Ventas  | Ref.   |
| --------- | ---------------------- | ------------- | ------- | ------ |
| Dinamarca | IFPI (Dinamarca)       | Oro           | 900 000 | [ 34 ] |

## Historial de lanzamientos
| País           | Fecha               | Formato          | Discográfica |
| -------------- | ------------------- | ---------------- | ------------ |
| Estados Unidos | 12 de marzo de 2012 | Descarga digital | EMI Records  |
| Reino Unido    | 12 de marzo de 2012 | Descarga digital | EMI Records  |
| Suecia         | 12 de marzo de 2012 | Descarga digital | EMI Records  |